# 里港郷

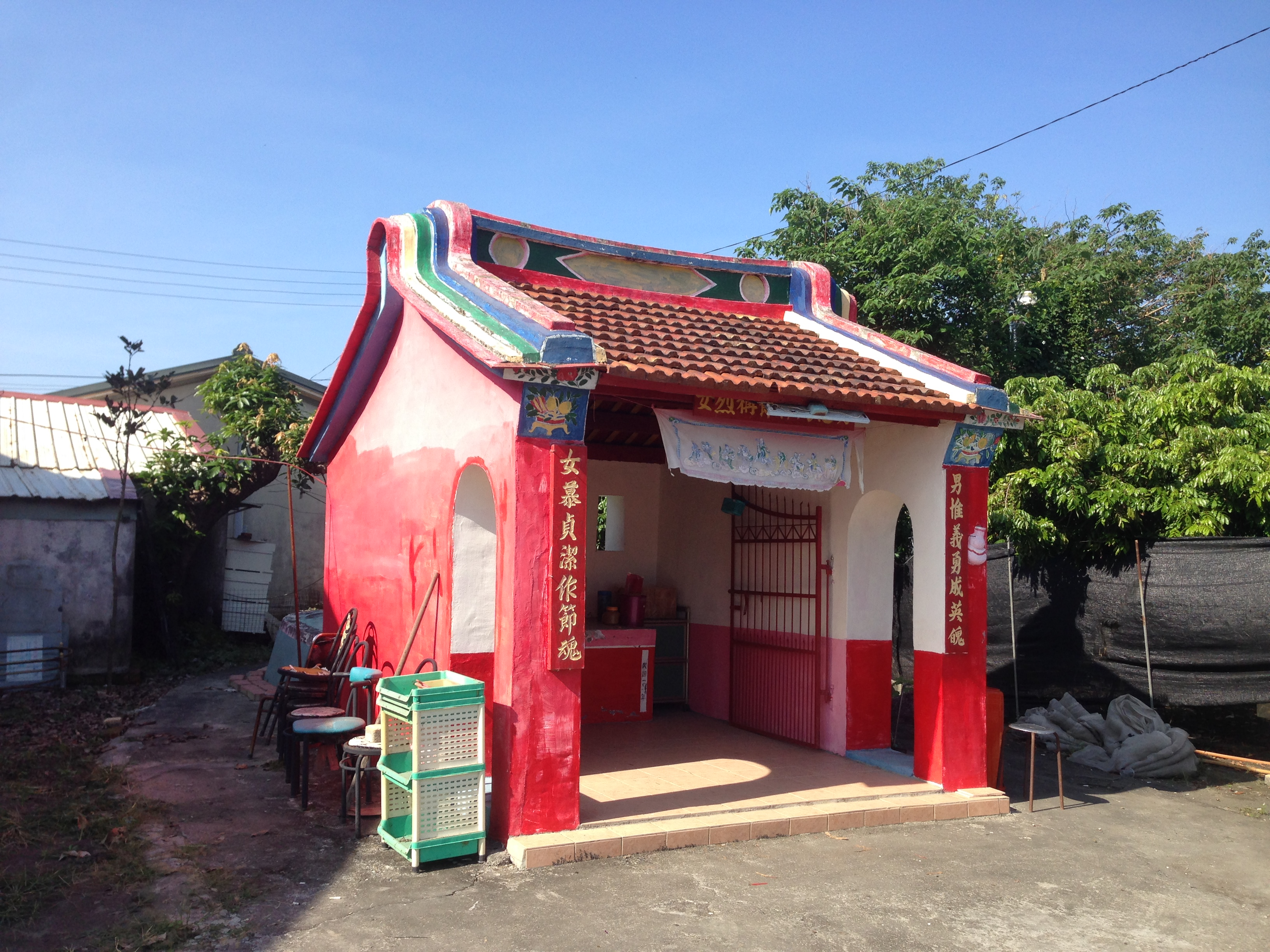
紅廟

里港郷（リーガン/りこう-きょう）は台湾屏東県の郷。

## 地理
里港郷は屏東県北西端に位置し、北は高雄市美濃区と、西及び西北は高雄市旗山区と、東は高樹郷と、東南は塩埔郷と、南は九如郷とそれぞれ接している。屏東平原に位置し平坦な地形を形成しており、荖濃渓と新南勢渓が郷内を流れており、また合流して二重渓を形成している。熱帯モンスーン気候特有の高温多湿な気候が特徴である。

## 歴史
里港郷の旧称は「阿里港」と称す。この地名は清代康熙年間、阿里という人物が淡水渓の畔で店を開いたという記録に由来する。康熙末年，総兵藍廷珍及びその族弟藍鼎元が台湾で反乱を起こした朱一貴を平定した後、その麾下数百名の士兵がこの地に残留し開墾を進めた。雍正年間には藍仲観、荘郷生などの人々が入植し集落を形成するようになり、乾隆年間には「阿里港街」の名称で呼ばれている。1920年の台湾地方改制の際。この地を改名し「里港庄」が設けられ、高雄州屏東郡の管理となった。戦後は初め高雄県里港郷とされたが、1950年に屏東県に帰属するようになり現在に至っている。

## 行政区
| 地区 | 村                                                                             |
| ---- | ------------------------------------------------------------------------------ |
| 渓北 | 土庫村、三廍村、中和村、瀰力村                                                 |
| 渓南 | 大平村、茄苳村、春林村、塔楼村、永春村、過江村、載興村、玉田村、潮厝村、鉄店村 |

## 歴代郷長
| 代 | 氏名 | 着任日 | 退任日 |
| -- | ---- | ------ | ------ |

## 教育

### 国民中学
- 屏東県立里港国民中学

### 国民小学
| - 屏東県立里港国民小学 - 屏東県立載興国民小学 - 屏東県立三和国民小学 - 屏東県立塔楼国民小学 | - 屏東県立玉田国民小学 - 屏東県立土庫国民小学 - 屏東県立土庫国小信国分校 |

## 交通
| 種別 | 路線名称          | その他 |
| ---- | ----------------- | ------ |
| 国道 | 国道10号 高雄支線 | 里港IC |
| 省道 | 台3線             |        |

## 観光

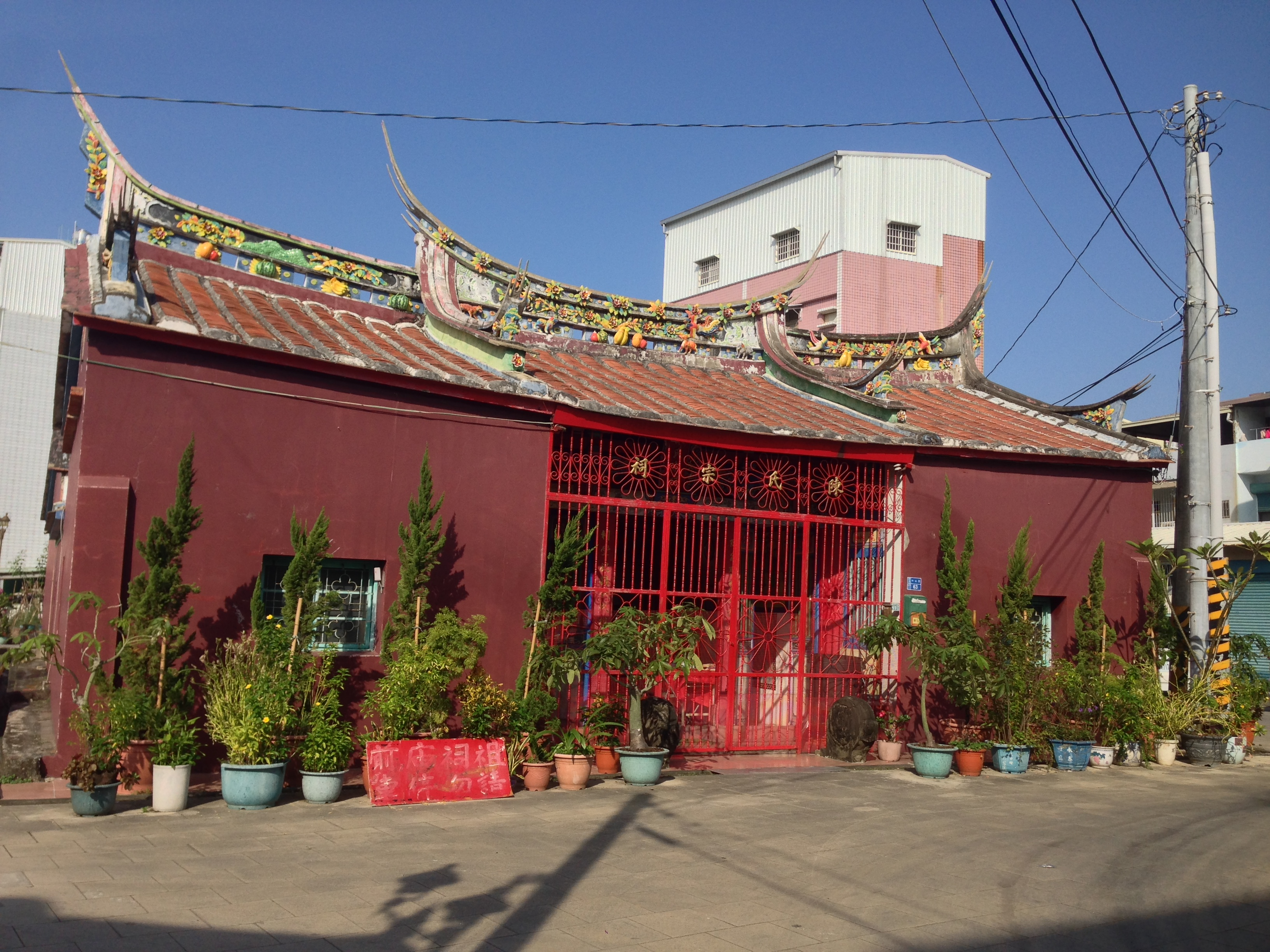
陳氏宗祠

- 慎修禅寺
- 双慈宮
- 藍家古厝（中国語版）
- 丁家古厝
- 蔡家古厝
- 高屏渓斜張橋
- 載興堤防公園
- 過江堤防公園
- 朧祥河濱公園
- 武洛集落
- 旧里港城
- 里港郷敬聖亭